# Campeonato Mundial de Fórmula 1 de 1995
A Temporada de Fórmula 1 de 1995 foi a 46ª realizada pela FIA. Teve como campeão o alemão Michael Schumacher, da equipe Benetton, sendo vice-campeão o britânico Damon Hill, da Williams.

## Pilotos e construtores
Os três primeiros colocados da temporada 1995:
| Campeão            | Vice-campeão     | 3º Lugar         |
|                    |                  |                  |
| Michael Schumacher | Damon Hill       | David Coulthard  |
| Benetton-Renault   | Williams-Renault | Williams-Renault |

| Equipe                      | Construtor         | Chassis    | Motor                                      | Pneu | No | Piloto                   | Piloto(s) de testes                                   |
| --------------------------- | ------------------ | ---------- | ------------------------------------------ | ---- | -- | ------------------------ | ----------------------------------------------------- |
| Mild Seven Benetton Renault | Benetton-Renault   | B195       | Renault RS7 3.0 V10                        | G    | 1  | Michael Schumacher       | Emmanuel Collard                                      |
| Mild Seven Benetton Renault | Benetton-Renault   | B195       | Renault RS7 3.0 V10                        | G    | 2  | Johnny Herbert           | Emmanuel Collard                                      |
| Nokia Tyrrell Yamaha        | Tyrrell-Yamaha     | 023        | Yamaha OX10C (Judd HV rebatizados) 3.0 V10 | G    | 3  | Ukyo Katayama            | Gabriele Tarquini                                     |
| Nokia Tyrrell Yamaha        | Tyrrell-Yamaha     | 023        | Yamaha OX10C (Judd HV rebatizados) 3.0 V10 | G    | 3  | Gabriele Tarquini        | Gabriele Tarquini                                     |
| Nokia Tyrrell Yamaha        | Tyrrell-Yamaha     | 023        | Yamaha OX10C (Judd HV rebatizados) 3.0 V10 | G    | 4  | Mika Salo                | Gabriele Tarquini                                     |
| Rothmans Williams Renault   | Williams-Renault   | FW17 FW17B | Renault RS7 3.0 V10                        | G    | 5  | Damon Hill               | Jean-Christophe Boullion                              |
| Rothmans Williams Renault   | Williams-Renault   | FW17 FW17B | Renault RS7 3.0 V10                        | G    | 6  | David Coulthard          | Jean-Christophe Boullion                              |
| Marlboro McLaren Mercedes   | McLaren-Mercedes   | MP4-10     | Mercedes FO 110 3.0 V10                    | G    | 7  | Mark Blundell            | Jan Magnussen                                         |
| Marlboro McLaren Mercedes   | McLaren-Mercedes   | MP4-10     | Mercedes FO 110 3.0 V10                    | G    | 8  | Mika Häkkinen            | Jan Magnussen                                         |
| Marlboro McLaren Mercedes   | McLaren-Mercedes   | MP4-10B    | Mercedes FO 110 3.0 V10                    | G    | 7  | Nigel Mansell            | Jan Magnussen                                         |
| Marlboro McLaren Mercedes   | McLaren-Mercedes   | MP4-10B    | Mercedes FO 110 3.0 V10                    | G    | 7  | Mark Blundell            | Jan Magnussen                                         |
| Marlboro McLaren Mercedes   | McLaren-Mercedes   | MP4-10B    | Mercedes FO 110 3.0 V10                    | G    | 8  | Mika Häkkinen            | Jan Magnussen                                         |
| Marlboro McLaren Mercedes   | McLaren-Mercedes   | MP4-10B    | Mercedes FO 110 3.0 V10                    | G    | 8  | Jan Magnussen            | Jan Magnussen                                         |
| Marlboro McLaren Mercedes   | McLaren-Mercedes   | MP4-10C    | Mercedes FO 110 3.0 V10                    | G    | 7  | Mark Blundell            | Jan Magnussen                                         |
| Marlboro McLaren Mercedes   | McLaren-Mercedes   | MP4-10C    | Mercedes FO 110 3.0 V10                    | G    | 8  | Mika Häkkinen            | Jan Magnussen                                         |
| Footwork Hart               | Footwork-Hart      | FA16       | Hart 830 3.0 V8                            | G    | 9  | Gianni Morbidelli        | n/a                                                   |
| Footwork Hart               | Footwork-Hart      | FA16       | Hart 830 3.0 V8                            | G    | 9  | Massimiliano Papis       | n/a                                                   |
| Footwork Hart               | Footwork-Hart      | FA16       | Hart 830 3.0 V8                            | G    | 10 | Taki Inoue               | n/a                                                   |
| MTV Simtek Ford             | Simtek-Ford        | S951       | Ford EDB 3.0 V8                            | G    | 11 | Domenico Schiattarella   | Hideki Noda                                           |
| MTV Simtek Ford             | Simtek-Ford        | S951       | Ford EDB 3.0 V8                            | G    | 12 | Jos Verstappen           | Hideki Noda                                           |
| Total Jordan Peugeot        | Jordan-Peugeot     | 195        | Peugeot A10 3.0 V10                        | G    | 14 | Rubens Barrichello       | n/a                                                   |
| Total Jordan Peugeot        | Jordan-Peugeot     | 195        | Peugeot A10 3.0 V10                        | G    | 15 | Eddie Irvine             | n/a                                                   |
| Pacific Grand Prix Ltd      | Pacific-Ford       | PR02       | Ford EDC 3.0 V8                            | G    | 16 | Bertrand Gachot          | Oliver Gavin Paul Belmondo                            |
| Pacific Grand Prix Ltd      | Pacific-Ford       | PR02       | Ford EDC 3.0 V8                            | G    | 16 | Giovanni Lavaggi         | Oliver Gavin Paul Belmondo                            |
| Pacific Grand Prix Ltd      | Pacific-Ford       | PR02       | Ford EDC 3.0 V8                            | G    | 16 | Jean-Denis Délétraz      | Oliver Gavin Paul Belmondo                            |
| Pacific Grand Prix Ltd      | Pacific-Ford       | PR02       | Ford EDC 3.0 V8                            | G    | 17 | Andrea Montermini        | Oliver Gavin Paul Belmondo                            |
| Junior Larrousse F1 Team1   | Larrousse-Ford     | LH95       | Ford EDD 3.0 V8                            | G    | 19 | Christophe Bouchut       | Apesar de inscrita, não chegou a disputar a temporada |
| Junior Larrousse F1 Team1   | Larrousse-Ford     | LH95       | Ford EDD 3.0 V8                            | G    | 20 | Éric Bernard             | Apesar de inscrita, não chegou a disputar a temporada |
| Parmalat Forti Ford         | Forti-Ford         | FG01       | Ford EDD 3.0 V8                            | G    | 21 | Pedro Paulo Diniz        | n/a                                                   |
| Parmalat Forti Ford         | Forti-Ford         | FG01       | Ford EDD 3.0 V8                            | G    | 22 | Roberto Moreno           | n/a                                                   |
| Minardi Scuderia Italia     | Minardi            | M195       | Ford EDM 3.0 V8                            | G    | 23 | Pierluigi Martini        | Giancarlo Fisichella                                  |
| Minardi Scuderia Italia     | Minardi            | M195       | Ford EDM 3.0 V8                            | G    | 23 | Pedro Lamy               | Giancarlo Fisichella                                  |
| Minardi Scuderia Italia     | Minardi            | M195       | Ford EDM 3.0 V8                            | G    | 24 | Luca Badoer              | Giancarlo Fisichella                                  |
| Ligier Gitanes Blondes      | Ligier-Mugen-Honda | JS41       | Mugen-Honda MF-301 3.0 V10                 | G    | 25 | Aguri Suzuki             | Franck Lagorce                                        |
| Ligier Gitanes Blondes      | Ligier-Mugen-Honda | JS41       | Mugen-Honda MF-301 3.0 V10                 | G    | 25 | Martin Brundle           | Franck Lagorce                                        |
| Ligier Gitanes Blondes      | Ligier-Mugen-Honda | JS41       | Mugen-Honda MF-301 3.0 V10                 | G    | 26 | Olivier Panis            | Franck Lagorce                                        |
| Scuderia Ferrari            | Ferrari            | 412T2      | Ferrari 044/1 3.0 V12                      | G    | 27 | Jean Alesi               | Nicola Larini                                         |
| Scuderia Ferrari            | Ferrari            | 412T2      | Ferrari 044/1 3.0 V12                      | G    | 28 | Gerhard Berger           | Nicola Larini                                         |
| Red Bull Sauber Ford        | Sauber-Ford        | C14        | Ford ECA Zetec-R 3.0 V8                    | G    | 29 | Karl Wendlinger          | Norberto Fontana                                      |
| Red Bull Sauber Ford        | Sauber-Ford        | C14        | Ford ECA Zetec-R 3.0 V8                    | G    | 29 | Jean-Christophe Boullion | Norberto Fontana                                      |
| Red Bull Sauber Ford        | Sauber-Ford        | C14        | Ford ECA Zetec-R 3.0 V8                    | G    | 30 | Heinz-Harald Frentzen    | Norberto Fontana                                      |

## Trocas de pilotos
- Williams: O inglês Damon Hill continua como o piloto principal e o escocês David Coulthard foi efetivado como titular. No GP de Portugal, Coulthard vence pela primeira vez, uma vitória que a Escócia não comemorava há 22 anos.
- Tyrrell: Pela terceira temporada seguida, a Yamaha forneceria motores para a equipe de Ken Tyrrell, bancando inclusive a permanência de Ukyo Katayama. O japonês sofreria um forte acidente na largada do GP de Portugal, sendo substituído pelo italiano Gabriele Tarquini na etapa de Jerez. Mika Salo, contratado para o lugar de Mark Blundell, disputou sua primeira temporada completa.
- Benetton: O campeão mundial Michael Schumacher teve como novo companheiro de equipe o inglês Johnny Herbert, que já disputara as últimas duas etapas de 1994 pelo time anglo-italiano. Foi na Benetton que Herbert alcançou sua primeira vitória na F-1 no GP da Grã-Bretanha.
- McLaren: Mika Häkkinen permaneceu na equipe de Woking para 1995, ficando fora do GP do Pacífico após uma cirurgia de apendicite. Jan Magnussen disputou esta prova em seu lugar. Nigel Mansell fora contratado para ser companheiro do finlandês, mas alegando falta de espaço em seu carro, abriu mão de correr os GPs de Brasil e Argentina, dando lugar a Mark Blundell. Após desempenhos pífios a bordo do #7 nos GPs de San Marino e Espanha, deixou o time e a Fórmula 1. Blundell o substituiu, agora em definitivo.
- Footwork: O italiano Gianni Morbidelli permaneceria na equipe, que teria o japonês Taki Inoue no #11. Alegando problemas financeiros, a Footwork afasta Morbidelli e contrata Massimiliano Papis, famoso por correr na CART entre 1996 e 2003. Papis não tem desempenho satisfatório nas sete corridas em que foi inscrito, e Morbidelli foi novamente escalado para as últimas etapas, indo ao pódio (pela única vez na carreira) com o 3º lugar no GP da Austrália.
- Jordan: Rubens Barrichello permaneceu na equipe, assim como Eddie Irvine, que disputariam a terceira (e última temporada) juntos - o norte-irlandês iria para a Ferrari no ano seguinte.
- Minardi: Pierluigi Martini seguiria por mais uma temporada na equipe de Faenza, tendo a seu lado o compatriota Luca Badoer. Problemas financeiros causaram a saída de Martini, que foi substituído pelo português Pedro Lamy, recuperado do acidente que sofrera em Silverstone, em 1994. Na prova da Austrália, Lamy marcou o primeiro (e único) ponto na carreira, assim como o primeiro ponto de Portugal na categoria.
- Ligier: Martin Brundle voltaria à equipe francesa depois de uma passagem razoável pela McLaren em 1994. O inglês revezou com o japonês Aguri Suzuki a bordo do #25. Olivier Panis seguiria na Ligier, tendo um segundo lugar no GP da Austrália como seu melhor resultado no ano. Suzuki decidiu encerrar sua carreira de piloto após sofrer acidente nos treinos para o GP do Japão.
- Ferrari: Manteve o austríaco Gerhard Berger e o francês Jean Alesi, que inclusive conquistaria sua única vitória na F-1 no GP do Canadá, em função de um problema elétrico no câmbio que Schumacher teve em seu carro e não conseguia trocar as marchas.
- Sauber: Manteve Karl Wendlinger, recuperado do grave acidente em Mônaco, e o alemão Heinz-Harald Frentzen. O austríaco teve desempenho fraco nas primeiras corridas, e foi substituído pelo francês Jean-Christophe Boullion. Wendlinger chegou a reassumir o cockpit do #29, mas acabou dispensado ao final da temporada. Frentzen foi ao pódio pela primeira vez na carreira com o 3º lugar no GP da Itália. Esse pódio foi, também, o primeiro do time suíço na categoria.
- Simtek: Após uma temporada problemática em 1994, a Simtek contratou o holandês Jos Verstappen (emprestado pela Benetton) e o italiano Domenico Schiattarella. O japonês Hideki Noda chegou a ter um acordo para correr a segunda parte do campeonato, mas os problemas financeiros da equipe inviabilizaram inclusive a continuação do time britânico no curso.
- Pacific: Sem o francês Paul Belmondo, que deixou a categoria, a equipe comprou o espólio da Lotus, e manteve o franco-belga Bertrand Gachot, que inclusive era um dos acionistas. Andrea Montermini, Giovanni Lavaggi e Jean-Denis Délétraz foram os outros pilotos da Pacific, que abandonou a Fórmula 1 logo após o GP da Austrália.
- Forti: Estreante na F-1, a equipe dirigida por Guido Forti chegou a ter o brasileiro Carlo Gancia na sociedade (a imprensa chegou a considerar a Forti como uma escuderia ítalo-brasileira). O novato Pedro Paulo Diniz e o veterano Roberto Pupo Moreno disputaram o campeonato, tendo resultados fracos - um sétimo lugar foi o melhor que a Forti obteve (na época, 6 pilotos pontuavam).

### Não disputou a temporada
↑1  Larrousse: Mesmo com problemas financeiros, o time francês pensou seriamente em continuar na F-1 em 1995. Os franceses Éric Bernard e Christophe Bouchut foram inclusive contratados para disputar o campeonato (Emmanuel Collard, Eric Hélary e o hispano-americano Elton Julian também foram cogitados), porém, imbróglios jurídicos fizeram com que a equipe encerrasse as atividades na categoria.

## Calendário
| Prova | Grande Prêmio      | Data           | Local             |
| ----- | ------------------ | -------------- | ----------------- |
| 1     | GP do Brasil       | 26 de Março    | Interlagos        |
| 2     | GP da Argentina    | 9 de Abril     | Oscar Gálvez      |
| 3     | GP de San Marino   | 30 de Abril    | Ímola             |
| 4     | GP da Espanha      | 14 de Maio     | Catalunya         |
| 5     | GP de Mônaco       | 28 de Maio     | Monte Carlo       |
| 6     | GP do Canadá       | 11 de Junho    | Montreal          |
| 7     | GP da França       | 2 de Julho     | Magny-Cours       |
| 8     | GP da Grã-Bretanha | 16 de Julho    | Silverstone       |
| 9     | GP da Alemanha     | 30 de Julho    | Hockenheim        |
| 10    | GP da Hungria      | 13 de Agosto   | Hungaroring       |
| 11    | GP da Bélgica      | 27 de Agosto   | Spa-Francorchamps |
| 12    | GP da Itália       | 10 de Setembro | Monza             |
| 13    | GP de Portugal     | 24 de Setembro | Estoril           |
| 14    | GP da Europa       | 1 de Outubro   | Nürburgring       |
| 15    | GP do Pacífico     | 22 de Outubro  | Aida              |
| 16    | GP do Japão        | 29 de Outubro  | Suzuka            |
| 17    | GP da Austrália    | 12 de Novembro | Adelaide          |

## Resultados

### Grandes Prêmios
| GP | Grande Prêmio      | Pole Position      | Volta mais rápida  | Vencedor           | Equipe           | Descrição |
| -- | ------------------ | ------------------ | ------------------ | ------------------ | ---------------- | --------- |
| 1  | GP do Brasil       | Damon Hill         | Michael Schumacher | Michael Schumacher | Benetton-Renault | Detalhes  |
| 2  | GP da Argentina    | David Coulthard    | Michael Schumacher | Damon Hill         | Williams-Renault | Detalhes  |
| 3  | GP de San Marino   | Michael Schumacher | Gerhard Berger     | Damon Hill         | Williams-Renault | Detalhes  |
| 4  | GP da Espanha      | Michael Schumacher | Damon Hill         | Michael Schumacher | Benetton-Renault | Detalhes  |
| 5  | GP de Mônaco       | Damon Hill         | Jean Alesi         | Michael Schumacher | Benetton-Renault | Detalhes  |
| 6  | GP do Canadá       | Michael Schumacher | Michael Schumacher | Jean Alesi         | Ferrari          | Detalhes  |
| 7  | GP da França       | Damon Hill         | Michael Schumacher | Michael Schumacher | Benetton-Renault | Detalhes  |
| 8  | GP da Grã-Bretanha | Damon Hill         | Damon Hill         | Johnny Herbert     | Benetton-Renault | Detalhes  |
| 9  | GP da Alemanha     | Damon Hill         | Michael Schumacher | Michael Schumacher | Benetton-Renault | Detalhes  |
| 10 | GP da Hungria      | Damon Hill         | Damon Hill         | Damon Hill         | Williams-Renault | Detalhes  |
| 11 | GP da Bélgica      | Gerhard Berger     | David Coulthard    | Michael Schumacher | Benetton-Renault | Detalhes  |
| 12 | GP da Itália       | David Coulthard    | Gerhard Berger     | Johnny Herbert     | Benetton-Renault | Detalhes  |
| 13 | GP de Portugal     | David Coulthard    | David Coulthard    | David Coulthard    | Williams-Renault | Detalhes  |
| 14 | GP da Europa       | David Coulthard    | Michael Schumacher | Michael Schumacher | Benetton-Renault | Detalhes  |
| 15 | GP do Pacífico     | David Coulthard    | Michael Schumacher | Michael Schumacher | Benetton-Renault | Detalhes  |
| 16 | GP do Japão        | Michael Schumacher | Michael Schumacher | Michael Schumacher | Benetton-Renault | Detalhes  |
| 17 | GP da Austrália    | Damon Hill         | Damon Hill         | Damon Hill         | Williams-Renault | Detalhes  |

### Pilotos
| Pos | Piloto                   | BRA | ARG | SMR | ESP | MON | CAN | FRA | GBR | GER | HUN | BEL | ITA | POR | EUR | PAC | JPN | AUS | Pontos |
| --- | ------------------------ | --- | --- | --- | --- | --- | --- | --- | --- | --- | --- | --- | --- | --- | --- | --- | --- | --- | ------ |
| 1   | Michael Schumacher       | 1   | 3   | Ret | 1   | 1   | 5   | 1   | Ret | 1   | 11† | 1   | Ret | 2   | 1   | 1   | 1   | Ret | 102    |
| 2   | Damon Hill               | Ret | 1   | 1   | 4   | 2   | Ret | 2   | Ret | Ret | 1   | 2   | Ret | 3   | Ret | 3   | Ret | 1   | 69     |
| 3   | David Coulthard          | 2   | Ret | 4   | Ret | Ret | Ret | 3   | 3   | 2   | 2   | Ret | Ret | 1   | 3   | 2   | Ret | Ret | 49     |
| 4   | Johnny Herbert           | Ret | 4   | 7   | 2   | 4   | Ret | Ret | 1   | 4   | 4   | 7   | 1   | 7   | 5   | 6   | 3   | Ret | 45     |
| 5   | Jean Alesi               | 5   | 2   | 2   | Ret | Ret | 1   | 5   | 2   | Ret | Ret | Ret | Ret | 5   | 2   | 5   | Ret | Ret | 42     |
| 6   | Gerhard Berger           | 3   | 6   | 3   | 3   | 3   | 11† | 12  | Ret | 3   | 3   | Ret | Ret | 4   | Ret | 4   | Ret | Ret | 31     |
| 7   | Mika Häkkinen            | 4   | Ret | 5   | Ret | Ret | Ret | 7   | Ret | Ret | Ret | Ret | 2   | Ret | 8   |     | 2   | DNS | 17     |
| 8   | Olivier Panis            | Ret | 7   | 9   | 6   | Ret | 4   | 8   | 4   | Ret | 6   | 9   | Ret | Ret | Ret | 8   | 5   | 2   | 16     |
| 9   | Heinz-Harald Frentzen    | Ret | 5   | 6   | 8   | 6   | Ret | 10  | 6   | Ret | 5   | 4   | 3   | 6   | Ret | 7   | 8   | Ret | 15     |
| 10  | Mark Blundell            | 6   | Ret |     |     | 5   | Ret | 11  | 5   | Ret | Ret | 5   | 4   | 9   | Ret | 9   | 7   | 4   | 13     |
| 11  | Rubens Barrichello       | Ret | Ret | Ret | 7   | Ret | 2   | 6   | 11† | Ret | 7   | 6   | Ret | 11  | 4   | Ret | Ret | Ret | 11     |
| 12  | Eddie Irvine             | Ret | Ret | 8   | 5   | Ret | 3   | 9   | Ret | 9†  | 13† | Ret | Ret | 10  | 6   | 11  | 4   | Ret | 10     |
| 13  | Martin Brundle           |     |     |     | 9   | Ret | 10† | 4   | Ret |     | Ret | 3   | Ret | 8   | 7   |     |     | Ret | 7      |
| 14  | Gianni Morbidelli        | Ret | Ret | 13  | 11  | 9   | 6   | 14  |     |     |     |     |     |     |     | Ret | Ret | 3   | 5      |
| 15  | Mika Salo                | 7   | Ret | Ret | 10  | Ret | 7   | 15  | 8   | Ret | Ret | 8   | 5   | 13  | 10  | 12  | 6   | 5   | 5      |
| 16  | Jean-Christophe Boullion |     |     |     |     | 8†  | Ret | Ret | 9   | 5   | 10  | 11  | 6   | 12  | Ret | Ret |     |     | 3      |
| 17  | Aguri Suzuki             | 8   | Ret | 11  |     |     |     |     |     | 6   |     |     |     |     |     | Ret | DNS |     | 1      |
| 18  | Pedro Lamy               |     |     |     |     |     |     |     |     |     | 9   | 10  | Ret | Ret | 9   | 13  | 11  | 6   | 1      |
| 19  | Pierluigi Martini        | Ret | Ret | 12  | 14  | 7   | Ret | Ret | 7   | Ret |     |     |     |     |     |     |     |     | 0      |
| 20  | Ukyo Katayama            | Ret | 8   | Ret | Ret | Ret | Ret | Ret | Ret | 7   | Ret | Ret | 10  | Ret |     | 14  | Ret | Ret | 0      |
| 21  | Pedro Paulo Diniz        | 10  | NC  | NC  | Ret | 10  | Ret | Ret | Ret | Ret | Ret | 13  | 9   | 16  | 13  | 17  | Ret | 7   | 0      |
| 22  | Massimiliano Papis       |     |     |     |     |     |     |     | Ret | Ret | Ret | Ret | 7   | Ret | 12  |     |     |     | 0      |
| 23  | Luca Badoer              | Ret | Ret | 14  | Ret | Ret | 8   | 13  | 10  | Ret | 8   | Ret | Ret | 14  | 11  | 15  | 9   | DNS | 0      |
| 24  | Taki Inoue               | Ret | Ret | Ret | Ret | Ret | 9   | Ret | Ret | Ret | Ret | 12  | 8   | 15  | Ret | Ret | 12  | Ret | 0      |
| 25  | Andrea Montermini        | 9   | Ret | Ret | DNS | DSQ | Ret | NC  | Ret | 8   | 12  | Ret | Ret | Ret | Ret | Ret | Ret | Ret | 0      |
| 26  | Bertrand Gachot          | Ret | Ret | Ret | Ret | Ret | Ret | Ret | 12  |     |     |     |     |     |     | Ret | Ret | 8   | 0      |
| 27  | Domenico Schiattarella   | Ret | 9   | Ret | 15  | Ret |     |     |     |     |     |     |     |     |     |     |     |     | 0      |
| 28  | Karl Wendlinger          | Ret | Ret | Ret | 13  |     |     |     |     |     |     |     |     |     |     |     | 10  | Ret | 0      |
| 29  | Nigel Mansell            |     |     | 10  | Ret |     |     |     |     |     |     |     |     |     |     |     |     |     | 0      |
| 30  | Jan Magnussen            |     |     |     |     |     |     |     |     |     |     |     |     |     |     | 10  |     |     | 0      |
| 31  | Jos Verstappen           | Ret | Ret | Ret | 12  | Ret |     |     |     |     |     |     |     |     |     |     |     |     | 0      |
| 32  | Roberto Moreno           | Ret | NC  | NC  | Ret | Ret | Ret | 16  | Ret | Ret | Ret | 14  | Ret | 17  | Ret | 16  | Ret | Ret | 0      |
| 33  | Gabriele Tarquini        |     |     |     |     |     |     |     |     |     |     |     |     |     | 14  |     |     |     | 0      |
| 34  | Jean-Denis Délétraz      |     |     |     |     |     |     |     |     |     |     |     |     | Ret | 15  |     |     |     | 0      |
| 35  | Giovanni Lavaggi         |     |     |     |     |     |     |     |     | Ret | Ret | Ret | Ret |     |     |     |     |     | 0      |
| Pos | Piloto                   | BRA | ARG | SMR | ESP | MON | CAN | FRA | GBR | GER | HUN | BEL | ITA | POR | EUR | PAC | JPN | AUS | Pontos |

| Cor        | Resultado             |
| ---------- | --------------------- |
| Ouro       | Vencedor              |
| Prata      | 2.º lugar             |
| Bronze     | 3.º lugar             |
| Verde      | Terminou, nos pontos  |
| Azul       | Terminou, sem pontos  |
| Púrpura    | Ret – Retirou-se      |
| Vermelho   | NQ – Não qualificado  |
| Preto      | DSQ – Desqualificado  |
| Branco     | NL – Não largou       |
| Branco     | C – Corrida cancelada |
| Azul claro | AT – Apenas Treino    |
| Sem cor    | NP – Não participou   |
| Sem cor    | Les – Lesionado       |
| Sem cor    | EX – Excluído         |

- Em negrito indica pole position e itálico volta mais rápida.

(*) Não terminou a prova, mas foi classificado por percorrer 90% da prova.
| Pos | Piloto                   | Construtor(es)     | Corridas | Vitórias | Pódiuns | Poles | V.rápidas | Pontos |
| --- | ------------------------ | ------------------ | -------- | -------- | ------- | ----- | --------- | ------ |
| 1   | Michael Schumacher       | Benetton-Renault   | 17       | 9        | 11      | 4     | 8         | 102    |
| 2   | Damon Hill               | Williams-Renault   | 17       | 4        | 9       | 7     | 4         | 69     |
| 3   | David Coulthard          | Williams-Renault   | 17       | 1        | 8       | 5     | 2         | 49     |
| 4   | Johnny Herbert           | Benetton-Renault   | 17       | 2        | 4       | 0     | 0         | 45     |
| 5   | Jean Alesi               | Ferrari            | 17       | 1        | 5       | 0     | 1         | 42     |
| 6   | Gerhard Berger           | Ferrari            | 17       | 0        | 6       | 1     | 2         | 31     |
| 7   | Mika Häkkinen            | McLaren-Mercedes   | 15       | 0        | 2       | 0     | 0         | 17     |
| 8   | Olivier Panis            | Ligier-Mugen-Honda | 17       | 0        | 1       | 0     | 0         | 16     |
| 9   | Heinz-Harald Frentzen    | Sauber-Ford        | 17       | 0        | 1       | 0     | 0         | 15     |
| 10  | Mark Blundell            | McLaren-Mercedes   | 15       | 0        | 0       | 0     | 0         | 13     |
| 11  | Rubens Barrichello       | Jordan-Peugeot     | 17       | 0        | 1       | 0     | 0         | 11     |
| 12  | Eddie Irvine             | Jordan-Peugeot     | 17       | 0        | 1       | 0     | 0         | 10     |
| 13  | Martin Brundle           | Ligier-Mugen-Honda | 11       | 0        | 1       | 0     | 0         | 7      |
| 14  | Gianni Morbidelli        | Footwork-Hart      | 10       | 0        | 1       | 0     | 0         | 5      |
| 15  | Mika Salo                | Tyrrell-Yamaha     | 17       | 0        | 0       | 0     | 0         | 5      |
| 16  | Jean-Christophe Boullion | Sauber-Ford        | 11       | 0        | 0       | 0     | 0         | 3      |
| 17  | Aguri Suzuki             | Ligier-Mugen-Honda | 5        | 0        | 0       | 0     | 0         | 1      |
| 18  | Pedro Lamy               | Minardi-Ford       | 8        | 0        | 0       | 0     | 0         | 1      |
| 19  | Pierluigi Martini        | Minardi-Ford       | 9        | 0        | 0       | 0     | 0         | 0      |
| 20  | Ukyo Katayama            | Tyrrell-Yamaha     | 15       | 0        | 0       | 0     | 0         | 0      |
| 21  | Pedro Paulo Diniz        | Forti-Ford         | 17       | 0        | 0       | 0     | 0         | 0      |
| 22  | Max Papis                | Footwork-Hart      | 7        | 0        | 0       | 0     | 0         | 0      |
| 23  | Luca Badoer              | Minardi-Ford       | 16       | 0        | 0       | 0     | 0         | 0      |
| 24  | Taki Inoue               | Footwork-Hart      | 17       | 0        | 0       | 0     | 0         | 0      |
| 25  | Andrea Montermini        | Pacific-Ford       | 15       | 0        | 0       | 0     | 0         | 0      |
| 26  | Bertrand Gachot          | Pacific-Ford       | 11       | 0        | 0       | 0     | 0         | 0      |
| 27  | Domenico Schiattarella   | Simtek-Ford        | 5        | 0        | 0       | 0     | 0         | 0      |
| 28  | Karl Wendlinger          | Sauber-Ford        | 6        | 0        | 0       | 0     | 0         | 0      |
| 29  | Nigel Mansell            | McLaren-Mercedes   | 2        | 0        | 0       | 0     | 0         | 0      |
| 30  | Jan Magnussen            | McLaren-Mercedes   | 1        | 0        | 0       | 0     | 0         | 0      |
| 31  | Jos Verstappen           | Simtek-Ford        | 5        | 0        | 0       | 0     | 0         | 0      |
| 32  | Roberto Moreno           | Forti-Ford         | 15       | 0        | 0       | 0     | 0         | 0      |
| 33  | Gabriele Tarquini        | Tyrrell-Yamaha     | 1        | 0        | 0       | 0     | 0         | 0      |
| 34  | Jean-Denis Délétraz      | Pacific-Ford       | 2        | 0        | 0       | 0     | 0         | 0      |
| 35  | Giovanni Lavaggi         | Pacific-Ford       | 4        | 0        | 0       | 0     | 0         | 0      |

### Construtores
| Pos | Construtor | Chassis | Motor                                  | Pneus | GPs | Vitórias | Pódiums | Poles | Subtotal de Pontos | Total de Pontos |
| --- | ---------- | ------- | -------------------------------------- | ----- | --- | -------- | ------- | ----- | ------------------ | --------------- |
| 1   | Benetton   | B195    | Renault RS7 V10                        | G     | 17  | 11       | 15      | 4     | 137                | 137             |
| 2   | Williams   | FW17    | Renault RS7 V10                        | G     | 12  | 3        | 11      | 8     | 80                 | 112             |
| 2   | Williams   | FW17B   | Renault RS7 V10                        | G     | 5   | 2        | 6       | 4     | 32                 | 112             |
| 3   | Ferrari    | 412T2   | Ferrari 044/1 V12                      | G     | 17  | 1        | 11      | 1     | 73                 | 73              |
| 4   | McLaren    | MP4/10  | Mercedes FO 110 V10                    | G     | 4   |          |         |       | 6                  | 30              |
| 4   | McLaren    | MP4/10B | Mercedes FO 110 V10                    | G     | 14  |          |         |       | 24                 | 30              |
| 4   | McLaren    | MP4/10C | Mercedes FO 110 V10                    | G     | 2   |          |         |       | 0                  | 30              |
| 5   | Ligier     | JS41    | Mugen-Honda MF-301H V10                | G     | 17  |          | 2       |       | 24                 | 24              |
| 6   | Jordan     | 195     | Peugeot A10 V10                        | G     | 17  |          | 2       |       | 21                 | 21              |
| 7   | Sauber     | C14     | Ford ECA Zetec-R V8                    | G     | 17  |          | 1       |       | 18                 | 18              |
| 8   | Footwork   | FA16    | Hart 830 V8                            | G     | 17  |          | 1       |       | 5                  | 5               |
| 9   | Tyrrell    | 023     | Yamaha OX10C (Judd HV rebatizados) V10 | G     | 17  |          |         |       | 5                  | 5               |
| 10  | Minardi    | M195    | Ford EDM V8                            | G     | 17  |          |         |       | 1                  | 1               |
| 11  | Pacific    | PR02    | Ford EDC V8                            | G     | 17  |          |         |       | 0                  | 0               |
| 12  | Forti      | FG01    | Ford EDD V8                            | G     | 17  |          |         |       | 0                  | 0               |
| 13  | Simtek     | S951    | Ford EDB V8                            | G     | 5   |          |         |       | 0                  | 0               |